# Jolanta Zięba-Gzik
Jolanta Zięba-Gzik (ur. 13 października 1975 w Sieradzu) – polska polityk, pedagożka i działaczka samorządowa, w latach 2015–2018 członkini zarządu województwa łódzkiego, posłanka na Sejm X kadencji.

## Życiorys
Absolwentka Uniwersytetu Łódzkiego. Pracowała początkowo w oświacie, była pedagogiem szkolnym w gimnazjum w Zduńskiej Woli. Później związana z instytucjami samorządowymi, w latach 2013–2015 zajmowała stanowisko dyrektora Miejskiego Domu Kultury w tym mieście.
Działaczka Polskiego Stronnictwa Ludowego. W 2015 objęła wakujący mandat radnej Sejmiku Województwa Łódzkiego, zastępując Elżbietę Nawrocką. W tym samym roku powołana na członka zarządu województwa, funkcję tę pełniła do końca kadencji w 2018. Wcześniej w tym samym roku utrzymała mandat radnej sejmiku. Później obejmowała stanowiska dyrektora MOSiR-u w Zduńskiej Woli oraz kompleksu basenów Zduńska Woda.
W 2015 i 2019 bez powodzenia kandydowała do Sejmu. W wyborach parlamentarnych w 2023 została wybrana na posłankę X kadencji z okręgu sieradzkiego, startując z trzeciego miejsca na liście Trzeciej Drogi i otrzymując 10 474 głosy. W 2024 bez powodzenia kandydowała do Europarlamentu X kadencji.

## Życie prywatne
Córka Stanisława Zięby i Anny. Zamężna z Przemysławem, matka trojga dzieci. Zamieszkała w Zduńskiej Woli.

## Wyniki w wyborach ogólnopolskich
| Wybory | Komitet wyborczy                | Komitet wyborczy           | Organ              | Okręg          | Wynik          |
| ------ | ------------------------------- | -------------------------- | ------------------ | -------------- | -------------- |
| 2015   |                                 | Polskie Stronnictwo Ludowe | Sejm VIII kadencji | nr 11          | 1625 (0,44%)   |
| 2019   | Sejm IX kadencji                | Polskie Stronnictwo Ludowe | 7096 (1,54%)       | nr 11          |                |
| 2023   |                                 | Trzecia Droga              | Sejm X kadencji    | nr 11          | 10 474 (1,96%) |
| 2024   | Parlament Europejski X kadencji | Trzecia Droga              | nr 6               | 20 257 (2,67%) |                |